# Adolphe Stel
Adolphe Schaeffer-Stel, connu au théâtre sous le nom d'Adolphe Stel est un nouvelliste et un auteur dramatique français du XIXe siècle.

## Biographie
On ne sait rien d'Adolphe Stel sinon qu'il fut critique théâtral et secrétaire de rédaction au Moniteur dramatique puis à L'Indépendance dramatique à partir de juillet 1868. Son nom figure dans l'annuaire de la Société des auteurs et compositeurs dramatiques de 1866 à 1872. Ses pièces ont été représentées, entre autres, au Théâtre des Délassements-Comiques, au Théâtre du Luxembourg et au Théâtre Beaumarchais entre 1847 et 1867.
On perd définitivement sa trace après la parution en mars 1880 de sa dernière nouvelle connue intitulée Un étrange dévouement dans la revue Les Soirées littéraires.

## Œuvres
Théâtre
- 1847 : Une Lettre anonyme, comédie-vaudeville en 1 acte, au théâtre du Luxembourg (18 septembre)
- 1851 : La Berline jaune, vaudeville en 1 acte, au théâtre du Luxembourg (4 octobre)
- 1856 : L'Héritage de ma mère, vaudeville en 1 acte, au théâtre des Délassements-Comiques (30 novembre)
- 1861 : La Chasse à ma femme, vaudeville en un acte, avec Adolphe Favre, au théâtre Beaumarchais (14 septembre)
- 1863 : Les Métamorphoses de Bougival, vaudeville en 1 acte, avec Adolphe Favre, au théâtre des Délassements-Comiques (6 février)
- 1863 : Un Monsieur qui a perdu son mouchoir, comédie-vaudeville en 1 acte, avec Adolphe Favre, au théâtre des Délassements-Comiques (30 juillet)
- 1865 : Les Deux Clarinettes, opéra-comique en 1 acte, avec Adolphe Favre, musique d'André Simiot, aux théâtre des Bouffes-Parisiens (1er janvier)
- 1867 : L'Enlèvement au bouquet, comédie-vaudeville en 1 acte, avec Adolphe Favre, au théâtre des Menus-Plaisirs (5 août)

Nouvelles
- 1856 : Un monsieur qui a perdu son mouchoir, parue dans Les Cinq centimes illustrés n° 43 à 45[2]
- 1856 : Une lettre anonyme, parue dans la Revue parisienne en septembre et octobre 1856[3]
- 1857 : Un mariage sous la Terreur, parue dans Les Cinq centimes illustrés n° 37 à 43
- 1858 : Le fils du contrebandier, parue dans Les Cinq centimes illustrés n° 49
- 1860 : Un professeur de clarinette, parue dans la Revue parisienne en janvier et février 1860[4]
- 1864 : La chasse à ma femme, parue dans la Revue parisienne en juillet et août 1864[5]
- 1880 : Un étrange dévouement, parue dans Les Soirées littéraire en mars 1880[6].